# ويليام مادوندو
ويليام مادوندو (بالإنجليزية: William Manondo)‏ (2 أبريل 1991 بزيمبابوي - ) هو لاعب كرة قدم زيمبابوي في مركز الهجوم. شارك مع منتخب زيمبابوي لكرة القدم.

## روابط خارجية
- ويليام مادوندو على موقع قاعدة بيانات كرة القدم.إي يو (الإنجليزية)
- ويليام مادوندو على موقع ناشيونال فوتبول تيمز (الإنجليزية)
- ويليام مادوندو على موقع Soccerway.com (الإنجليزية)